# Annette Skotvoll
Annette Skotvoll, född 1 september 1968 i Trondheim, är en norsk handbollsmålvakt. Hon spelade 250 landskamper och gjorde två mål för Norges landslag.

## Klubbkarriär
Annette Skotvoll spelade seniorhandboll i två klubbar, Sjetne Idrettslag och Byåsen IL. Hon blev mästare i slutspelet 1993 med Sjetne IL och seriemästare 1998 med Byåsen IL. Under sitt OS-deltagande representerade hon klubben Skjetne IL och kan alltså inte ha bytt klubb i Trondheim förrän tidigast 1996, troligen 1997, efter uppgifterna i EHF:s spelarstatistik. Hon spelade sista spelåret 2001 för Byåsen i europamatcher och slutade spela elithandboll samma år.

## Landslagskarriär
Annette Skotvoll var landslagsmålvakt, och spelade 250 landskamper och stod för 2 mål i norska landslaget. Skotvoll debuterade i landslaget den 17 juni 1987 mot Tyskland och spelade sin sista landskamp den 15 december i EM-finalen mot Danmark 1996. Skotvoll vann sex mästerskapsmedaljer i slutet av 1980-talet och i början av 1990-talet. Hon deltog också i sommar-OS 1996 i Atlanta, där Norge kom på 4:e plats. Hennes främsta meriter är två silver i OS 1988 i Seoul och OS 1992 i Barcelona.

## Individuella utmärkelser
Skotvoll fick ta emot Håndballstatuetten av Norges Handbollsförbund 2012.